# Andréa Avancini
Andrea da Rosa Avancini (São Paulo, 2 de abril de 1966) é uma atriz, diretora e mentora de atuação brasileira.

## Carreira
Entre seus trabalhos mais notáveis estão Tainá de A Viagem, Teca de A Próxima Vítima, Eugênia, de Xica da Silva, D. Ivete de Chocolate com Pimenta, Luli de Rebelde, Sama de A Terra Prometida e Zenaide de Amor sem Igual. Como cineasta, lançou, em 2018, seu primeiro filme “Geração Infinito”, que hoje, junto com mais duas produções, pode ser visto na plataforma de streaming Now e Amazon Prime. Em 2020, seu curta-metragem “Conte sua História ou entregue sua Alma” ganhou o prêmio de melhor filme pelo júri popular no FICI, Festival Internacional de Cinema Infantil. No teatro, entre várias produções, dirigiu a montagem brasileira da peça “Closer, bem perto”, com Rafael Sardão e Luciano Szafir no elenco. Reconhecida como uma das maiores especialistas na formação e mentoria de atores, Andrea lançou, em 2021, seu método de atuação “O Salto do Ator”, um curso para atores totalmente online na plataforma digital Hotmart para todo o Brasil.
Professora de uma das escolas de atores mais importantes do país, a CAL (Casa das Artes de Laranjeiras), e com mais de 13 mil alunos formados em 25 anos de mentoria de atores, Andrea desenvolveu sua metodologia de atuação ao longo de quase quatro décadas de trabalho como atriz compartilhando seu conhecimento com jovens talentos que almejam se aprimorar na carreira de ator. Ricky Tavares, Marcela Barrozo, Heslaine Vieira, Rodrigo Phavanello, Rafael Zulu, Rodrigo Andrade, Henrique Camargo, Cássio Ramos, Maíra Charken, Júnior Vieira, Daniel Torres, Bianca Salgueiro, Samuel Melo são alguns dos muitos nomes que já passaram pelo seu método de ensino.

## Vida pessoal
É filha do diretor Walter Avancini, irmã do também diretor Alexandre Avancini e mãe do dublador Andreas Avancini.
Descende patrilinearmente de italianos.

## Filmografia

### Televisão
| Ano  | Título                    | Personagem              | Notas                                  | Emissora      |
| ---- | ------------------------- | ----------------------- | -------------------------------------- | ------------- |
| 1983 | Moinhos de Vento          | Lia                     |                                        | Rede Globo    |
| 1984 | Amor com Amor Se Paga     | Odete                   |                                        | Rede Globo    |
| 1986 | Cambalacho                | Júlia Furtado (Julinha) |                                        | Rede Globo    |
| 1987 | Bambolê                   | Ritinha                 |                                        | Rede Globo    |
| 1988 | Vida Nova                 | Mariana                 |                                        | Rede Globo    |
| 1990 | Brasileiras e Brasileiros | De Lourdes              |                                        | SBT           |
| 1992 | Pedra sobre Pedra         | Luana                   |                                        | Rede Globo    |
| 1994 | A Viagem                  | Tainá                   |                                        | Rede Globo    |
| 1995 | A Próxima Vítima          | Teca                    |                                        | Rede Globo    |
| 1996 | História de Amor          | Cliente de Carlos       | Episódio: "18 de fevereiro"            | Rede Globo    |
| 1996 | Você Decide               | Eliane                  | Episódio: "Fim de Semana Encantado"    | Rede Globo    |
| 1996 | Xica da Silva             | Eugênia                 |                                        | Rede Manchete |
| 1997 | Mandacaru                 | Zulmira (Zuzu)          |                                        | Rede Manchete |
| 1998 | Brida                     | Ermée                   |                                        | Rede Manchete |
| 2000 | Você Decide               | Sandra                  | Episódio: "O Poderoso"                 | Rede Globo    |
| 2001 | A Padroeira               | Delfina                 |                                        | Rede Globo    |
| 2003 | Chocolate com Pimenta     | Ivete                   |                                        | Rede Globo    |
| 2005 | Alma Gêmea                | Terezinha               |                                        | Rede Globo    |
| 2006 | O Profeta                 | Edite Zucrini Gonçalves |                                        | Rede Globo    |
| 2007 | Caminhos do Coração       | Érica Ramos             |                                        | RecordTV      |
| 2008 | Os Mutantes               | Érica Ramos             |                                        | RecordTV      |
| 2009 | Promessas de Amor         | Érica Ramos             |                                        | RecordTV      |
| 2011 | Rebelde                   | Luciana Pontes (Luli)   |                                        | RecordTV      |
| 2013 | José do Egito             | Zilpa                   |                                        | RecordTV      |
| 2014 | Milagres de Jesus         | Bilá                    | Episódio: "A Cura do Cego de Nascença" | RecordTV      |
| 2015 | Os Dez Mandamentos        | Joana                   | Episódios: "24–30 de março"            | RecordTV      |
| 2016 | Conselho Tutelar          | Maria Fernanda          | Episódio: "Reparos"                    | RecordTV      |
| 2016 | A Terra Prometida         | Sama                    |                                        | RecordTV      |
| 2019 | Jezabel                   | Yarin                   |                                        | RecordTV      |
| 2019 | Amor sem Igual            | Zenaide Barros Cordeiro |                                        | RecordTV      |
| 2021 | Gênesis                   | Yarin                   | Fase:Jacó                              | RecordTV      |
| 2022 | Reis                      | Eloá                    | Fase: A Ingratidão                     | RecordTV      |

## Prêmios
- Prêmio Ancec (Agência Nacional de Cultura, Empreendedorismo e Comunicação) - Medalha da Ordem do Mérito da Arte e da Cultura Nelson Rodrigues - 2015.[5]
- Troféu Nelson Rodrigues (Agência Nacional de Cultura, Empreendedorismo e Comunicação) - 2016
- Prêmio Destaque Empresarial  G10 2016 - Excelência Artística.